# Muhammad Asad
Muhammad Asad (arabisch محمد أسد) (* als Leopold Weiss am 2. Juli 1900 in Lemberg, Österreich-Ungarn; † 20. Februar 1992 in Mijas, Spanien) war ein österreichischer islamischer Gelehrter, Diplomat und Journalist. Er stammte aus einer jüdischen Familie und konvertierte 1926 zum Islam.

Leopold Weiss (1921)

## Leben
Leopold Weiss war ein Sohn des Rechtsanwalts Kiwa Weiss und der Amalia Mendel, beide jüdischer  Abstammung. Er hatte zwei Geschwister und wuchs in Lemberg und in Wien auf und hatte eine sehr religiöse Erziehung. Als 14-Jähriger bewarb er sich als Kadett beim k.u.k. Heer, wurde aber nicht genommen.
Weiss studierte nach Kriegsende an der Wiener Universität, ging 1922 nach Berlin. Mit einem Interview mit Maxim Gorkis Gattin Marija Fjodorowna Andrejewa gelang ihm der Einstieg in den Journalismus.
Er entfremdete sich zunehmend von seiner Religion und war mit den politischen und gesellschaftlichen Zuständen in den frühen 1920er Jahren sehr unzufrieden. Zusammen mit seiner späteren Frau, der fünfzehn Jahre älteren Künstlerin Elsa Schiemann, und deren Sohn Heinrich Schiemann reiste er 1922 nach Palästina, um seinen Onkel Dorian Feigenbaum zu besuchen. Laut seinem Buch Der Weg nach Mekka stand er dem Zionismus sehr kritisch gegenüber und führte Streitgespräche mit Chaim Weizmann, dem Präsidenten der Zionistischen Weltorganisation. Gleichzeitig war er fasziniert von seinen ersten Kontakten mit Arabern, Muslimen und dem Islam. Die von ihm so empfundene Einfachheit und Spiritualität dieser Religion war für ihn ein Gegenpol zu dem von ihm verabscheuten Materialismus der westlichen Welt. Reisen als Korrespondent der Frankfurter Zeitung in den Orient folgten, wobei insbesondere der Kontakt mit Beduinen für Weiss sehr bedeutsam war.
1926 konvertierte er in der Berliner muslimischen Gemeinde, welche die Wilmersdorfer Moschee baute, vom Judentum zum sunnitischen Islam, änderte seinen Namen in Muhammad Asad und begann – wieder zusammen mit Elsa und Heinrich Schiemann – den Haddsch, die Pilgerreise nach Mekka. Zwischen 1927 und 1929 erschienen in der Neuen Zürcher Zeitung, in der Kölnischen Zeitung und im Telegraaf elf Berichte. Elsa starb auf der Reise an Malaria. Danach kam Heinrich zur Ausbildung nach Hamburg, und Asad vertiefte sich in Koranstudien. Als persönlicher Freund von König Ibn Saud, dem Gründer Saudi-Arabiens, lebte er jahrelang in dessen Land.
1932 ging er nach Britisch-Indien, wo er 1939 für die Dauer des Zweiten Weltkriegs in einem britischen Internierungslager untergebracht wurde. Seinem älteren Bruder gelang noch die Flucht aus dem Deutschen Reich nach Palästina, seine anderen Verwandten wurden Opfer des Holocaust. In Indien wurde er ein enger Freund des Poeten und Philosophen Muhammad Iqbal, der Asad bat, an der Gründung eines islamischen Staates Pakistan mitzuarbeiten. Sein Verfassungsvorschlag, veröffentlicht im März 1948 unter dem Titel Islamic Constitution-Making, wurde nicht implementiert. Nur in der Präambel der später verbotenen Verfassung konnte er einige seiner Vorschläge wiedererkennen. Asad erhielt den ersten pakistanischen Pass. 1949 trat Asad in den diplomatischen Dienst von Pakistan ein und wurde in der Folge stellvertretender pakistanischer Botschafter bei den Vereinten Nationen in New York. Asad ließ sich nach 22-jähriger Ehe 1952 von seiner saudi-arabischen Frau Munira scheiden, heiratete die katholische Konvertitin Pola „Hamida“ aus den USA und trat von seinem Posten zurück. Von 1959 bis 1964 lebte Asad in der Schweiz, danach in Marokko, Portugal und ab 1987 in Südspanien.
Er schrieb Bücher und zahlreiche Essays über Weltbild, Recht und Philosophie des Islam sowie seine Autobiographie Der Weg nach Mekka, welche zum Bestseller avancierte. Sein Hauptwerk ist eine kommentierte englische Koranübersetzung, für die er ursprünglich vier Jahre Arbeit veranschlagt hatte, dann aber 17 Jahre brauchte.

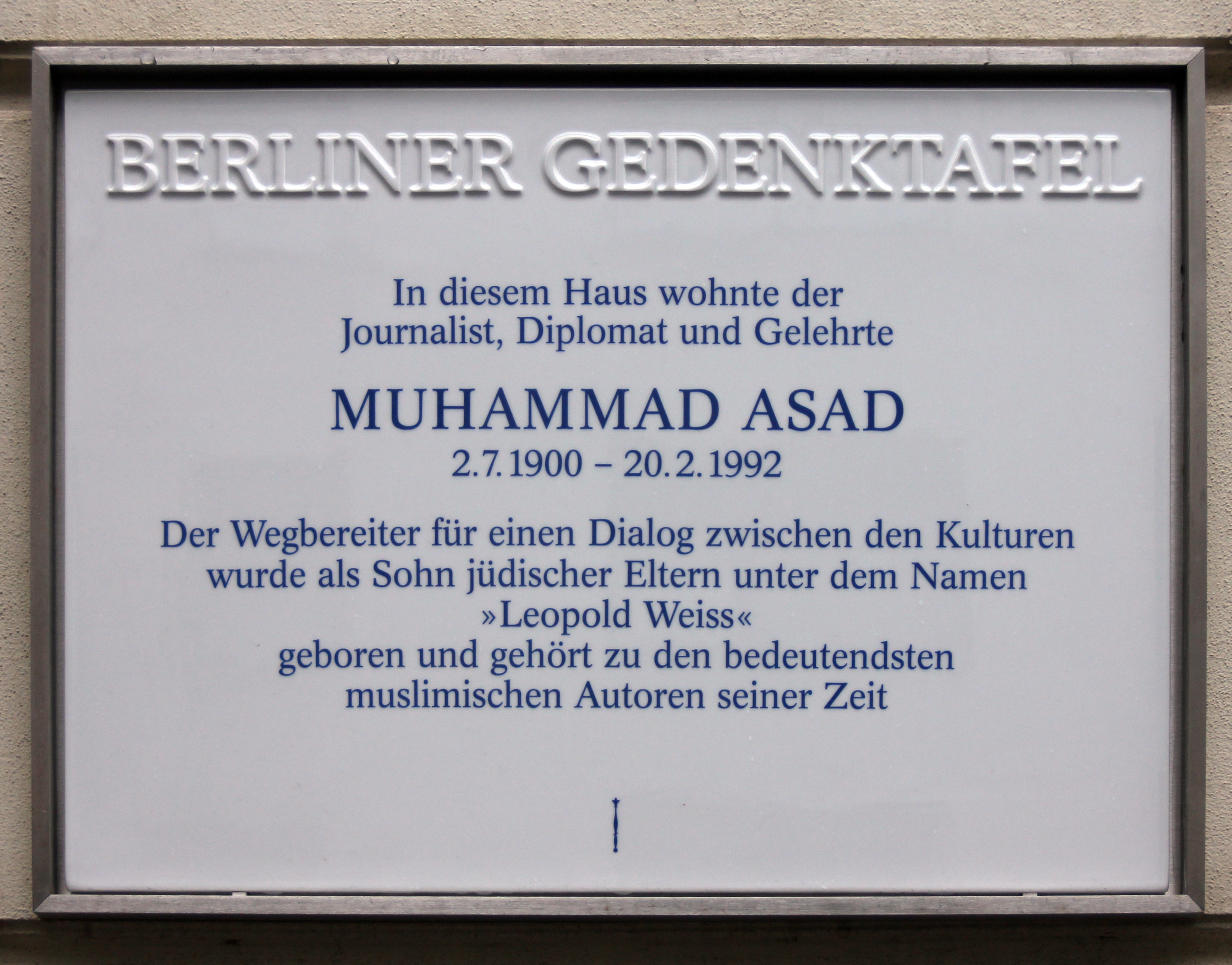
Berliner Gedenktafel am Haus Hannoversche Straße 1 in Berlin-Mitte

Asad war ein Grenzgänger zwischen der islamischen und der westlichen Welt. Er versuchte, einen rationalen Zugang zum Koran zu finden. In der Tradition der rationalistischen Denkrichtung der Muʿtazila publizierte er 1980 seine Koranexegese, die in Saudi-Arabien verboten wurde. Anstoß fand man vor allem an seinen metaphorischen Auslegungen des Korans.
Asad strebte nach einem gegenseitigen Verständnis zwischen der islamischen Welt und dem Westen. Seine intellektuelle Herangehensweise an den Islam, vor allem in Bezug auf Recht und Philosophie, stand allerdings im Gegensatz zu den Werten des späteren Wahabismus. In manchen islamischen Ländern, wie Saudi-Arabien, wurden seine Schriften sogar verboten. Gegen Ende seines Lebens resümierte er: „Ich habe mich in den Islam verliebt, aber ich habe die Muslime überschätzt.“ Sein Sohn aus zweiter Ehe in Saudi-Arabien, Talal Asad, ist Professor für Anthropologie in New York.

Am 14. April 2008 wurde der Platz vor dem Haupteingang der UNO-City in Wien zu seinen Ehren Muhammad-Asad-Platz benannt. Am 22. November 2013 wurde in Berlin-Mitte, Hannoversche Straße 1, eine Berliner Gedenktafel angebracht. 

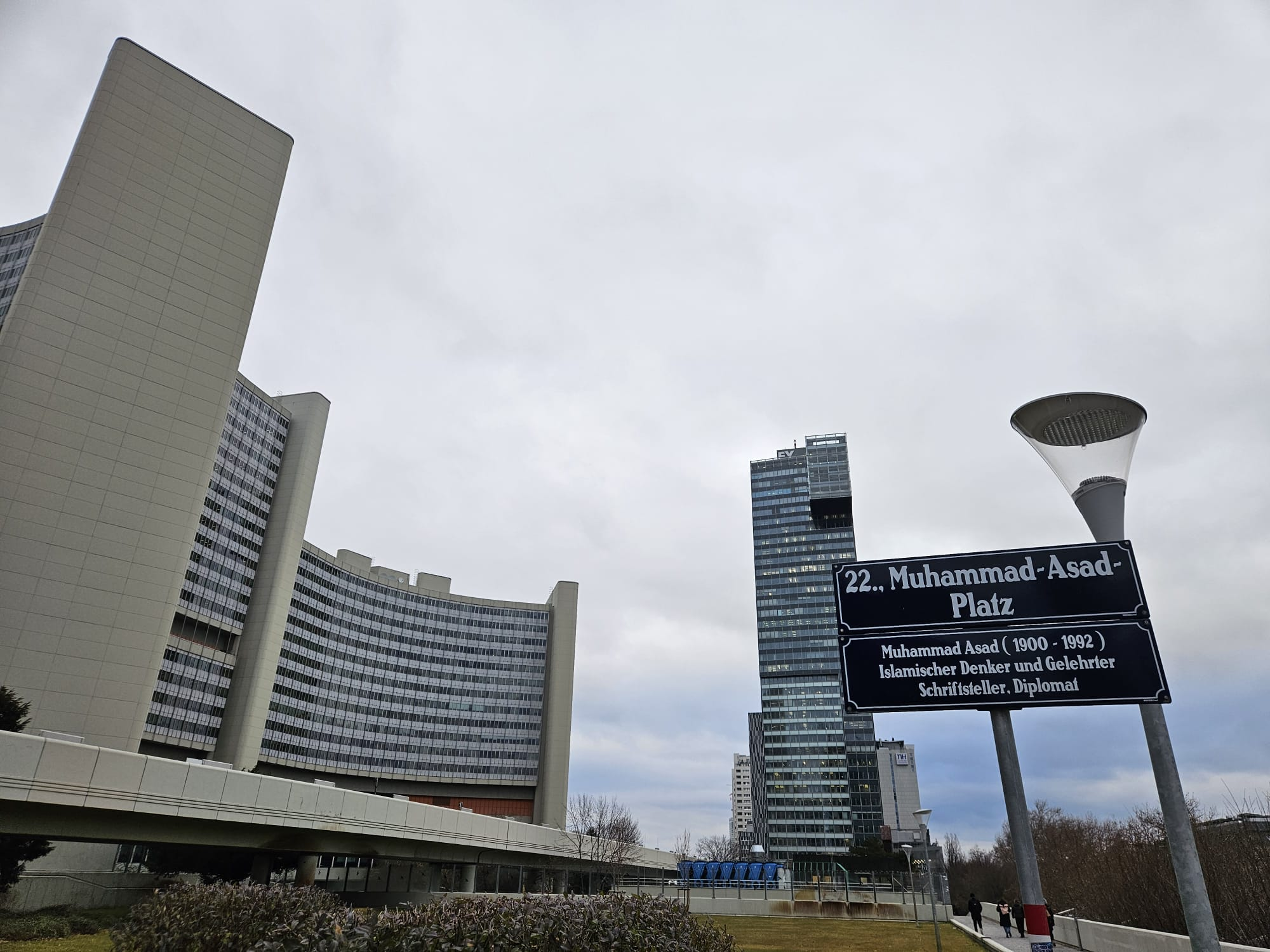
Muhammad Asad Platz – UNO-City Wien

Der Name „Asad“ bedeutet auf Arabisch Löwe, in Anlehnung an seinen Vornamen Leopold (Latein Leo „Löwe“).

## Schriften (Auswahl)

### Autor

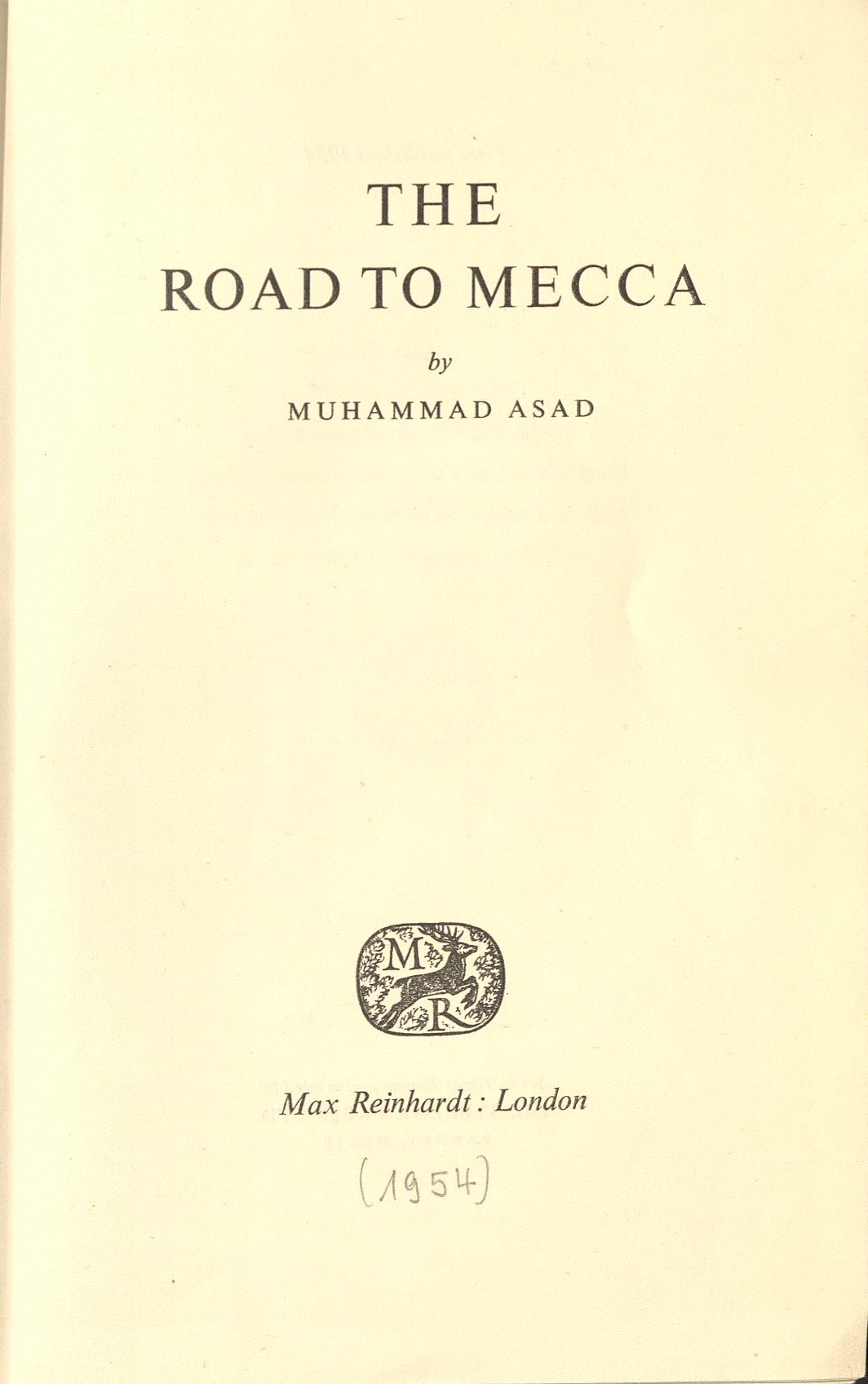
The Road to Mecca (1954)

- Unromantisches Morgenland. Aus dem Tagebuch einer Reise. Frankfurter Societäts-Druckerei, Abteilung Buchverlag, Frankfurt am Main 1924.
- The Road to Mecca. Reinhardt, London 1954.
  - Der Weg nach Mekka. Reporter, Diplomat, islamischer Gelehrter. Das Abenteuer eines Lebens. In: Sammlung Luchterhand; Patmos-Auflage 2009 mit Vorwort von Murad Wilfried Hofmann. Band 1071. Patmos Verlag, Düsseldorf 2009, ISBN 978-3-491-72541-6 (Erstausgabe:  Hamburg/Zürich  1992).
- The principles of state and government in Islam. Univ. of Calif. Pr., Berkeley  1961.
  - Die Prinzipien von Staat und Regierung im Islam. Edition Bukhara, Mössingen 2011, ISBN 978-3-941910-03-4.
- Vom Geist des Islam. Islamische Wissenschaftliche Akademie, Köln 1984, ISBN 3-89108-000-X (englisch: The Spirit of Islam. Übersetzt von Hasan Ndayisenga).
- Islam am Scheideweg. Edition Bukhara, Mössingen 2007, ISBN 978-3-00-022095-1 (englisch: Islam at the crossroads. Übersetzt von Pierre Dubois).
- Is religion a thing of the past? Students Voice Publications, Karachi 1960.
- This Law of Ours. Asiatic Press of Dacca, 1980; erweitert um ältere Schriften: This Law of Ours and Other Essays Dar al-Andalus, Gibraltar 1987.
- Home-Coming Of The Heart (1932–1992). Part II of the Road to Mecca. Al Abbas International, Lahore 2016, ISBN 978-969-8460-41-9.
- Wir besuchen eine innerarabische Stadt [Borreyde] und Reise in Innerarabien, zwischen Borreyde und Schaqra. In: Kölnische Zeitung. 6. Oktober 1929 und 13. Oktober 1929.

### Übersetzer und Kommentator
- Muḥammad ibn Ismāʿīl Bukhārī: The early years of Islam. Being the historical chapters of the Kitâb al-jāmiʿ aṣ-ṣaḥîḥ. Compiled by Imâm Abû ʿAbd-Allâh Muḥammad ibn Ismâʿîl al-Bukhârî. Translated and explained by Muhammad Asad. 2. Auflage. Dar al-Andalus, Gibraltar 1981 (arabisch: Kitâb al-jāmiʿ aṣ-ṣaḥîḥ. Erstausgabe:  Lahore  1938).
- The Message of the Qurʾān. The Book Foundation, Dubai 2003 (arabisch: Qurʾān. Erstausgabe:  Gibraltar  1980, Nachdrucke 1984, 1993, 1997).
  - Die Botschaft des Koran. Übersetzung und Kommentar. Aus dem Englischen übertragen von Ahmad von Denffer und Yusuf Kuhn. Patmos Verlag, Düsseldorf 2009, ISBN 978-3-491-72540-9 (englisch: The Message of The Qur’an.).